# Laphystia torpida
Laphystia torpida là một loài ruồi trong họ Asilidae. Laphystia torpida được Hull miêu tả năm 1957. Loài này phân bố ở vùng Tân Bắc giới.